# Субієта
Субієта (баск. Zubieta, ісп. Zubieta) — муніципалітет в Іспанії, у складі автономної спільноти Наварра. Населення — 315 осіб (2009).
Муніципалітет розташований на відстані близько 340 км на північний схід від Мадрида, 35 км на північ від Памплони.
На території муніципалітету розташовані такі населені пункти: (дані про населення за 2009 рік)
- Аместія: 3 особи
- Ауркіді: 3 особи
- Аскота: 9 осіб
- Мендраса: 19 осіб
- Сарекоа: 14 осіб
- Субієта: 267 осіб

## Демографія
Динаміка населення (INE ):

## Галерея зображень

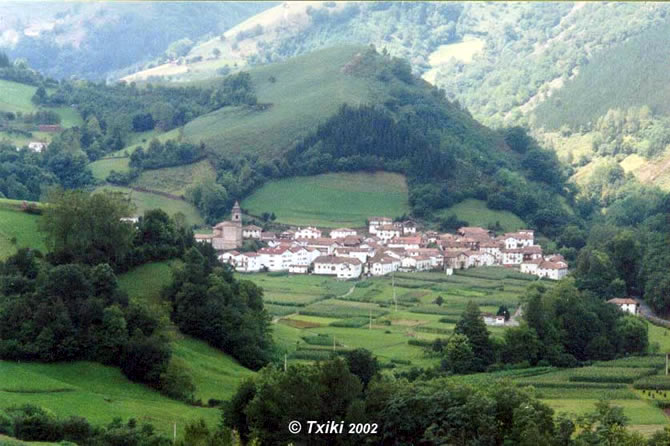
Субієта